# Yodel
Pour les articles homonymes, voir Tyrolienne.
Le yodel, de l'allemand Jodel, ou Jodeln (prononcé « yodeuln » en allemand) est une technique de chant consistant à passer rapidement et de manière virtuose de la voix de poitrine (ou « de corps ») à la voix de tête (ou « de fausset »). On l'appelle parfois la youtse en Suisse.
Cette technique vocale utilisant les onomatopées, éventuellement accompagnée de musiciens, peut devenir particulièrement rapide et virtuose pendant les refrains d'une chanson, qui alternent avec des couplets chantés de manière habituelle. La voix en Yodel peut s'apparenter, à l'instar des siffleurs, à un véritable instrument de musique soliste. On parle plutôt de tyrolienne lorsqu'elle est rapide, prépondérante en Autriche ou en Bavière, alors que le Yodel, plus lent et continu, est plus fréquent en Suisse.
On l'utilise principalement pour les chansons folkloriques dans les pays alpins germanophones (alémaniques et austro-bavarois) :
- en Autriche, notamment dans le Tyrol ainsi que dans le Sud-Tyrol germanophone, rattaché à l'Italie depuis le Traité de Saint-Germain-en-Laye de 1919 ;
- en Allemagne, essentiellement dans le sud de la Bavière ;
- en Suisse alémanique, d'où il s'est propagé à la Suisse romande et à la Savoie.

En dehors des Alpes, la pratique du yodel est répandue dans des régions montagneuses contiguës d'Autriche et d'Allemagne, les massifs anciens tels que la forêt de Bohême, le Fichtelgebirge, les monts Métallifères et la forêt de Thuringe. Il existe même, plus au nord, un isolat dans le massif du Harz.
Hors d'Europe, l'émigration allemande a implanté ce type de chant dans la musique country américaine (en particulier au Texas mais aussi au Colorado) et australienne.

## Caractéristiques

### Orchestres d'accompagnement
- Les instruments et orchestres traditionnels d'accompagnement sont principalement :
  - Au Tyrol : L'accordéon, la cithare, le hackbrett, et autres instruments locaux du crû, ou des schuhplattlers typiques ;
  - En Bavière : Une fanfare ou harmonie champêtre de cuivres (trompettes, clarinettes, trombones, tubas) ;
  - En Ober Krain (Haute-Carniole) : Un sextette "oberkrainien" typique, avec trompette, clarinette, accordéon, guitare et petit tuba ;
  - En Suisse : Une ländlerkapelle, typiquement composée d'une clarinette ou un saxophone soprano alternés, d'un accordéon, d'un piano et d'une contrebasse à cordes ;
  - Au Texas : Un ensemble blue-grass composé de banjo, guitare folk, violon fiddle, harmonica, piano bastringue ;
- Les duos, voire trios de tyroliennes sont fréquents, féminins et masculins, en se complétant bien souvent à la tierce. Des chorales conséquentes, telles que celle de Fribourg, peuvent aussi « jodeliser » ;
- Plusieurs yodleurs (Jodlern) se sont actualisés pour être accompagnés par un orchestre plus moderne, en alternance avec des chansons schlagers mi-folkloriques, mi-variétés ;
- De nombreux disques de tyroliennes sont parus et continuent de paraître, avec des artistes de talent.

### Chœurs d'hommes suisses
- Le Yodel suisse proprement dit, est souvent chanté, sans accompagnement orchestral, de manière relativement lente, en étant majoritairement constitué d'un chœur d'hommes, souvent un quatuor ayant les tessitures soprano, alto, ténor et basses. L'une des mélodies la plus souvent chantée dans ce répertoire est La Montanara.

### Schuhplattlerstyroliens
- En Autriche, les chanteurs tyroliens virtuoses sont souvent aussi accompagnés de schuhplattlers typiques du Tyrol, vêtus du chapeau vert à plume et du costume tyrolien, frappant cuisses et galoches en rythme avec les valses, polkas ou mazurkas du crû, accompagnant les danses acrobatiques, telles que la « danse des bûcherons tyroliens », ou les spectacles touristiques.

### Fête fédérale des yodleurs
- Tous les trois ans, l'association fédérale des yodleurs (Jodlern) organise dans divers cantons de la Suisse, tels que le canton de Berne, la Suisse centrale, du nord-ouest, du nord-est ou la Suisse romande, la fête fédérale des yodleurs où chaque yodleur (en solo, duo, trio, quatuor ou club) peut participer à condition d'avoir été qualifié lors de fêtes régionales.
- Leurs prestations en duos, trios ou quatuors sont souvent accompagnées de l'accordéon. Il n'y a pas de gagnant, mais des classes honorifiques (1er, 2e, 3e et 4e).
- Les joueurs de cor des Alpes et les lanceurs de drapeaux participent également aux concours durant cette fête.

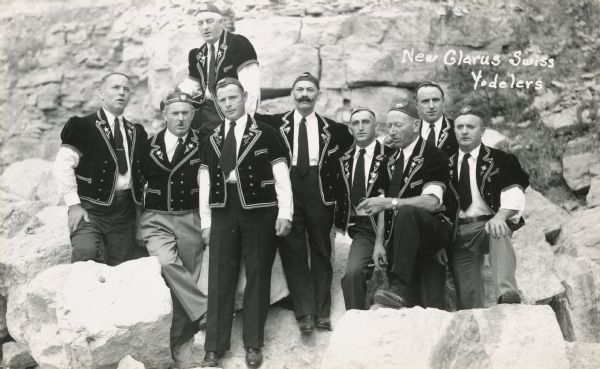
Yodleurs suisse ayant immigrés à New Glarus (États-Unis) en habit traditionnel suisse (1922).

## Historique

### Appel montagnard des bergers
Cette technique a notamment été développée dans les Alpes suisses à l'origine comme une méthode de communication dans les montagnes, le berger ou pâtre appelant ainsi son troupeau d'une montagne à l'autre. Cette pratique vocale, utilisée par exemple lors de la transhumance alpine, est toujours en vigueur. Elle s'intègre aux musiques folkloriques sous le nom de tyrolienne.

## Technique
Une tyrolienne consiste en une suite de syllabes en onomatopées, telles que :
Hola dere tütü, hola dero

Hoite hol i olle o
Quelques cours spécialisés sont donnés pour s'entraîner à entonner la tyrolienne, notamment en passant de la voix normale à la voix de tête en vocalisant.

## Tyrolienne
Il existe une distinction importante entre la tyrolienne allemande ou autrichienne (Tyrol) et le Yodel suisse, au niveau des syllabes utilisées.
Un montagnard entonnera une tyrolienne pour signaler sa présence sur un sommet, exprimer sa satisfaction et sa fierté de l'avoir gravi ou pour jouer avec l'écho.
Les chanteurs de cabaret « poussent » une tyrolienne en guise de refrain dans des chansons au contenu humoristique (appelées Gstanzl en dialecte bavarois) au moment de la chute, comme pour donner le signal du rire. Ces chansons sont souvent chantées par une personne qui organise une noce paysanne et les strophes raillent les jeunes mariés.

### Tyroliennes et Yodels les plus connus
Parmi les grands « classiques » des titres de tyroliennes, on peut citer :
- Clarinette polka (en) (Klarinetten Mückl), pièce de virtuosité
- Zillertal, tu es ma joie, (Die Zwillinge vom Zillertal), mélodie-ländler
- Tiroler Bravour Jodler, polka
- Heidi, polka
- Kuckuk's Jodel (le Jodel du coucou)
- Kufsteinlied (de) (lied de Kufstein, deuxième ville du Tyrol)

Pour les Yodels suisses :
- Le Ranz des vaches
- La Youtse du Lac Noir, souvent chantée par une chorale telle que celle de Fribourg,

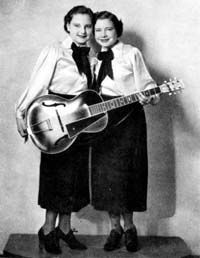
Caroline (l) et Mary Jane Dezurik.

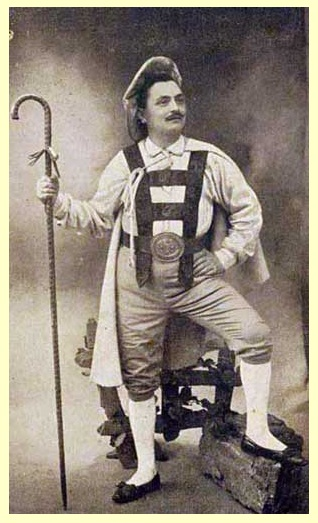
René Marchais en 1929.

- La Montanara

## Artistes

### Tyroliennes du folklore autrichien ou bavarois

#### Chanteurs solo
- L'artiste Franzl Lang est l'un des plus célèbres yodleurs bavarois au cours des années 1950 à 1970 notamment. Il a enregistré de très nombreux disques, dont certains importés en France.
- Basi Erhardt chanta en tyrolienne dans un style similaire.
- Anni Erler
- La chanteuse Ilde Ott (années 1960),
- Le chanteur japonais Takeo Ishii.

#### Duos et trios
- Le duo Sepp et Lesi Leichart
- L'Otto et Ushi Biersack Trio
- Trudi et Martin Reichmuth-Kistler

#### Ensembles récents
- Le Trio Zillertal
- Ursprung Buam
- Die 4 Holterbuam (de)

### Jodels du folklore suisse
- Adolf Stähli, compositeur et chanteur de Jodel,
- Réputée depuis 2008, la jeune chanteuse Mélanie du groupe Oesch's die Dritten,
- Le duo Berteli Studer et Ernst Berchstold dans les années 1950-1960
- Le Jodelduo Marthely Mumenthaler-Vrenely Pfyl (de)

### Yodels américains
Le Yodel est aussi le refrain de quelques chansons folkloriques américaines country cow-boy blue-grass, du Texas notamment, du début du XXe siècle avec, notamment :
- Emmett Miller ;
- Jimmie Rodgers qui a composé un ensemble de treize chansons connues sous le nom Blue Yodel ;
- Yodelin' Slim Clark ;
- Les DeZurik Sisters ;
- Slim Whitman avec sa chanson Indian Love Call (utilisée dans le film Mars Attacks! pour repousser les extraterrestres.)
- Elvis Presley qui interpréta quelques chansons avec intonations de yodel ou tyrolienne.

### Utilisations dans la musique classique et de variétés
- L'opérette L'Auberge du Cheval-Blanc (1930) de Ralph Benatzky, située à Sankt Wolfgang im Salzkammergut, commence tout naturellement par une tyrolienne en guise d'accueil des touristes[2] ;
- le siffleur américain Ronnie Ronalde (en) alternait au cours des années 1940-1950 les « roucoulades d'oiseaux » sur des compositions de valses, de musiques de films, légères ou de genre avec couplets chantés et yodels ;
- Thijs van Leer a utilisé cette technique dans la chanson Hocus Pocus (1971) du groupe Focus ;
- la cantatrice australienne Mary Schneider eut l'idée en 2001 de reprendre en version yodel plusieurs pages célèbres de la musique classique (deux CD parus).

### Tyroliennes françaises
Les cabarets caf' conc' de la fin du XIXe siècle et première moitié du XXe siècle, du théâtre de variétés notamment, trouvèrent amusante et pittoresque cette façon de chanter et s'en inspirèrent de manière humoristique comme Léonce Bergeret chantant « Les canards tyroliens », dont plusieurs enregistrements sur 78 tours au cours des années 1930.
René Marchais a écrit en France près de quatre cents chansons et poèmes dont de nombreuses tyroliennes, notamment pour de fameux chanteurs tyroliens tels que Andreany, Duguay, Rilighi, Bergeret, Luxor, Charlesky, Saint-Pierre, Lorit, Noder, des Belges comme Leoram, des Canadiens comme Maurice Paradis ou encore des chanteuses comme Rachel Amyaty, Rollini, Egina, Jane Fer, Mme Beruwe, Esther Kiliz.
Pierre Dac et Francis Blanche composèrent la Tyrolienne haineuse, exercice de style sur le thème de la haine rempli d'allitérations (« l'haï ici et l'haï là ! »). Elle fut chantée avec succès par Les Quatre Barbus et connut aussi une interprétation radicalement différente par Pierre-Alain Leleu. Les chanteurs de cette chanson utilisent la voix de tête et la voix de poitrine.
Marie-Paule Belle dans « Mes bourrelets d'antan » ou encore Jacques Dutronc dans « L'Hôtesse de l'air », entre autres, ont aussi utilisé cette technique de chant.
Coline Sicre, née en 1998, est une chanteuse et yodeleuse active sur les réseaux depuis 2016.  

## Diffusion dans la culture populaire

### Fêtes de la Bière
À l'occasion de ces fêtes folkloriques, notamment l'Oktoberfest de Munich, les yodleurs entonnant la tyrolienne sont nombreux accompagnés de cuivres champêtres bavarois, perpétuant la tradition pour les touristes notamment.[réf. nécessaire]

### Radios et télévision
- De nombreuses radios suisses, telles que Radio Eviva (de) ou la Schweizer Radio und Fernsehen (SRF) (ex DRS) ou alémaniques, ainsi que
- Les télévisions locales telles que l'Österreichischer Rundfunk (ORF),

diffusent régulièrement et majoritairement du folklore champêtre alterné de Jodels, en compagnie de nombreuses chansons alémaniques typiques mi-folkloriques mi-variétés, appelées schlagers.
- Dans l'émission de télévision américaine America's Got Talent de 2006, Taylor Ware (en) (une jeune fille de 11 ans) est arrivée en finale en utilisant des chansons avec Jodel[4]. C'est d'ailleurs elle (alors âgée de 9 ans) qui avait gagné le concours organisé par Yahoo!.
- En 2007, dans l'émission La Méthode Cauet, la chanteuse Céline Dion a montré son aisance à yodler.
- En 2015, dans l'émission The Voice Kids, une petite fille du nom de Satine, âgée de dix ans, a chanté « Il m’a montré à Yodler ».
- Dans l'épisode Fantastique Parc de la série québécoise Les têtes à claques sorti en 2022, le professeur Zarbi parvient à vaincre une armée d'animaux zombies en leur faisant écouter du yodel[5].

### Cinéma

#### Mars Attacks!
Dans ce film, le yodel est le seul moyen permettant de se débarrasser des Martiens.

#### Blanche-Neige et les sept nains
- Dans Blanche-Neige et les Sept Nains de Disney, les nains chantent une tyrolienne avec Blanche-Neige. On y reconnaît plusieurs éléments caractéristiques, notamment l'utilisation d'un accordéon et d'une cithare ainsi que l'utilisation dans le chant d'une suite de syllabes sans signification.

Les Nains : Eh, Oh, l'air est idiot,

Ta chanson fait pitié,

Il faut être un peu marteau

Pour vouloir la chanter !

O la la ou di, O la la ou di, …
— (extrait de « La tyrolienne des nains » dans Blanche-Neige et les Sept Nains de Walt Disney)
- Dans le film Disney La ferme se rebelle, le voleur de bétail, Alameda Slim, utilise le Jodel pour envoûter les troupeaux et ainsi les mener à sa fantaisie.
- Dans le film O Brother de Joel Coen, le groupe de musique country "Les Culs trempés" interprète sur scène la chanson américaine In the Jailhouse Now (en) dont le refrain est chanté en Yodel.

### Tarzan
Une des utilisations les plus célèbres de la technique du Jodel est le fameux cri du personnage de Tarzan, réalisé par l'acteur Johnny Weissmuller.

### Promotion de films
En juin 2013, l'acteur Brad Pitt a réalisé, pour la promotion du film "World War Z" lors du Late Show de Jimmy Fallon la mise en scène d'un dialogue totalement en Jodel.

### Parcs d'attractions
- Le parc d'attractions Europa-Park a installé des boîtes à Jodel dans la file d'attente de ses bûches. Peintes d'un décor champêtre, il suffit d'appuyer sur le bouton en façade pour entendre différents Jodels.
- Le parc d'attractions Nigloland sonorise également ses restaurants et attractions, notamment les montagnes russes Alpina Blitz symbolisant les sommets alpestres, les encadreurs étant habillés en costume champêtre, avec des Jodels et schuhplattlers.

### Internet et jeu vidéo
- Le site Internet Yahoo! utilisait le Jodel comme signature sonore dans ses campagnes publicitaires. D'abord interprété par Wylie Gustafson, Yahoo a ensuite organisé un concours pour trouver son nouvel interprète après que Gustafson a intenté un procès pour utilisation abusive de son cri.
- Le Jodel a été utilisé le 1er avril 2009 comme thème d'un jeu fictif sur Xbox 360 : Alpine Legend. Ce jeu était un poisson d'avril[8].
- Une musique du jeu Tekken 6, sorti sur Xbox 360 et PS3 est chantée en Jodel.
- En 2018, la prestation de yodel de Sofia Shkidchenko à l'émission The voice Ukraine, postée sur YouTube atteint plus de dix millions de vues[9].